# Suore consolatrici del Divino Cuore di Gesù
Le Suore Consolatrici del Divino Cuore di Gesù (in ceco Kongregace Sester Těšitelek Božského Srdce Ježišova; sigla C.S.C.) sono un istituto religioso femminile di diritto pontificio.

## Storia
La congregazione fu fondata a Brno da Rosa Barbora Vůjtěchová: già suora della carità di San Carlo, nel 1912 istituì la confraternita del Divin Cuore di Gesù e nel 1915, su consiglio di Pavel Huyn, vescovo di Brno, diede inizio alla nuova congregazione. Le prime aspiranti presero l'abito religioso nell'istituto il 14 maggio 1916.
La prima filiale fu aperta a Praga nel 1923 e nel 1924 si iniziò la costruzione della casa-madre a Rajhrad. Nel 1950 la congregazione era arrivata a contare 18 case, con 138 religiose professe e 7 novizie, ma il governo socialista cecoslovacco disperse tutte le comunità in patria: la vita comune proseguì nelle filiali all'estero, negli Stati Uniti d'America e in Italia, presso l'ospedale civile di Trani.
L'istituto ricevette il pontificio decreto di lode il 30 gennaio 1969.

## Attività e diffusione
Le suore si dedicano alla riparazione verso il Sacro Cuore di Gesù attraverso le opere di carità, specialmente l'assistenza agli ammalati.
Oltre che in Slovacchia, sono presenti in Argentina; la sede generalizia è a Rajhrad.
Alla fine del 2015 l'istituto contava 36 religiose in 6 case.